# Nidorella zavattarii
Nidorella zavattarii là một loài thực vật có hoa trong họ Cúc. Loài này được (Lanza) Cufod. mô tả khoa học đầu tiên năm 1943.